# Dehdadi
Dehdadi é uma cidade do Afeganistão, localizada na província de Balkh.